# Стивън Келман
Стивън Келман (на английски: Stephen Kelman) е английски писател на произведения в жанра драма и биография.

## Биография и творчество
Стивън Келман е роден през 1970 г. в Лутън, Бедфордшър, Англия. Израства в квартала „Marsh Farm“. Следва маркетинг в университета в Бедфордшър. След дипломирането си работи на различни места – оператор на склад във фабрика, касиер и маркетинг администратор, и администратор в местното самоуправление. През 2005 г. решава да се занимава сериозно с писането. Първоначално пише няколко сценария за игрални филми, които не са реализирани.
Дебютният му роман „Английски за гълъби“ е издаден през 2011 г. Историята на романа е вдъхновена от действителен случай – живота и убийството на десетгодишната нигерийска ученичка Дамилола Тейлър. Романът става бестселър, номиниран за наградата „Букър“ и получава наградата „Нов писател на годината“ на националните награди за книги на „Galaxy“.
Вторият му роман „Man on Fire“ (Човек в огъня) е публикуван през 2015 г. Той е художествена биография на индийския журналист Бибхути Бхушан Найак, който има множество рекорди записани в Книгата на рекордите на Гинес и книгата на индийските рекорди „Лимка“, и в същото време преподава на деца в неравностойно положение в родния си град.
Стивън Келман живее със семейството си в Сейнт Олбанс.

## Произведения

### Самостоятелни романи
- Pigeon English (2011)
Английски за гълъби, изд.: „Жанет 45“, Пловдив (2014), прев. Бистра Андреева
- Man on Fire (2015)